# 韦子涵
韦子涵（1990年1月—），女，水族。中国共产党党员。现任贵州省黔南布依族苗族自治州三都水族自治县九阡镇党委副书记、人民政府镇长。